# Urophonius trewanke
Espèce
Urophonius trewanke est une espèce de scorpions de la famille des Bothriuridae.

## Distribution
Cette espèce est endémique de la région du Maule au Chili. Elle se rencontre vers San Clemente.

## Description
Le mâle holotype mesure 32,53 mm et la femelle paratype 38,72 mm, les mâles mesurent de 30 à 41 mm et les femelles de 34,5 à 41 mm.

## Systématique et taxinomie
Cette espèce a été décrite par Ojanguren-Affilastro, Alfaro, Ramírez, Camousseigt-Montolivo et Pizarro-Araya en 2024.

## Publication originale
- Ojanguren-Affilastro, Alfaro, Ramírez, Camousseigt-Montolivo & Pizarro-Araya, 2024 : « A new species of genus Urophonius Pocock, 1893 (Scorpiones, Bothriuridae), from Andean Mauline Chilean forests, with a phylogenetic re-analysis of the genus. » Zoosystematics and Evolution, vol. 100, no 2, p. 469-482.